# Gehyra interstitialis
Gehyra interstitialis là một loài thằn lằn trong họ Gekkonidae. Loài này được Oudemans mô tả khoa học đầu tiên năm 1894.